# مایک فلین (بازیکن فوتبال)
مایک فلین (انگلیسی: Mike Flynn؛ زادهٔ ۲۳ فوریهٔ ۱۹۶۹) بازیکن فوتبال اهل بریتانیا است.
از باشگاه‌هایی که در آن بازی کرده‌است می‌توان به باشگاه فوتبال استوک سیتی، باشگاه فوتبال رادکلیف بورو، باشگاه فوتبال سالفورد سیتی، باشگاه فوتبال پرستون نورث اند، باشگاه فوتبال اولدهام اتلتیک، باشگاه فوتبال بارنزلی، باشگاه فوتبال استوک‌پورت کانتی، باشگاه فوتبال هاید، باشگاه فوتبال بلکپول، باشگاه فوتبال استالی‌بریج سلتیک، باشگاه فوتبال نوریچ سیتی، و باشگاه فوتبال آکرینگتون استنلی اشاره کرد.